# 足利义政
足利义政（日语：／ Ashikaga Yoshimasa，1436年1月20日—1490年1月27日）是日本室町幕府第八代征夷大将军。从一位左大臣、准三宫，赠太政大臣。父親為六代將軍足利义教，母親為側室日野重光之女日野重子。乳母为今参局。正室為日野富子。兄弟有足利义视、足利義勝。异母弟足利政知。幼名三寅、三春。他是創造室町幕府全盛期的第三代將軍足利義滿之孫。1449至1490年實際主導日本政治。
初名义成。同母兄义胜早死，他遂被立为将军，以管领畠山持国，细川胜元主导幕政，成长后强烈倾向于亲政，重用政所执事伊势贞亲，开始采取抑制守护大名的政策。文正元年（1466年），诸大名联手令贞亲失势，义政的基础开始弱化。翌年畠山政长和畠山义就争夺畠山氏之家督为导火线，细川胜元与山名持丰的对立激化，诸大名的势立分成两方，应仁、文明之乱起。文明五年（1473年）让将军给嫡子义尚，十年后移住东山山庄，称为东山殿。延德元年（1489年）义尚死后再度执政。翌年病故，法名慈照院喜山道庆。
足利義政在位四十多年期間，幕府財政日益窘迫，日本境內的土一揆此起彼伏，比較著名的有1454年的享德土一揆、1457年的長祿土一揆等。因此在其統治後期義政對政治相當失望，將政務委託給自己的正室日野富子以及細川勝元、山名宗全（持豐）等有力守護大名管理。但其本人是個數寄者，好艺术风流，常庇护艺术者与文化人，對室町時代末期东山文化的兴起作出了一定貢獻。

## 生平

### 就任將軍
足利義政是第六代將軍足利義教的第三子，母親是側室日野重子。本名足利義成。永享八年正月初二日（1436年1月20日）出生於京都。嘉吉元年（1441年），父親義教被赤松滿祐暗殺之後，同母兄足利義勝繼任將軍，但兩年後早逝。足利義政在管領畠山持國等人的支持下，被選為第8代將軍；寶德元年（1449年）元服之後正式就任將軍職。

### 側近政治
在足利義政就職的早期，曾經試圖恢復祖父足利義滿和父親足利義教的政策。1455年，鐮倉公方足利成氏與關東管領上杉憲忠發生衝突，最終引起享德之亂。足利義政派遣兄長足利政知為堀河公方前往關東，積極介入了紛爭。同時任命政所執事伊勢貞親為筆頭，將政所、奉行眾、番眾牢牢把握在將軍的側近人手裡，加強了將軍權力，試圖對抗日益強大的守護大名勢力。
然而足利義政的乳母今參局，同烏丸資任、有馬持家三人把持著政務，時人將「御今（おいま、指今參局）、烏丸（からすま）、有馬（ありまと）」三人並稱為「三魔」（さんま、三人名字中都有「ま」這一發音，與日語中「魔」字同音）。此外，正室日野富子的娘家日野氏也介入政事，有力守護大名也紛紛干預幕府政務，足利義政很難擁有政治的主導權。
當時守護大名由於家督繼承問題發生了許多衝突，義政介入了這些內亂中，其第一次介入的糾紛是加賀守護富樫氏的內亂（加賀兩流文安騷動），遭到管領細川勝元的反對。寶德3年（1451年）又任命織田鄉廣重任尾張守護代，但遭到尾張、越前、遠江守護斯波義健以及守護代甲斐常治的阻撓。
享祿三年（1454年），畠山氏發生御家騷動，畠山持國的侄兒政久與持國的兒子義就爭奪家督之位。8月21日，山名宗全與細川勝元庇護政久，義就逃出京都。足利義政支持畠山義就，29日責令藏匿政久的勝元的被官切腹。11月2日下令宗全隱居，翌日撤銷隱居的命令。12月6日山名宗全下但馬國，13日畠山義就上洛，足利義政當面承認義就家督的地位。
足利義政通過支持畠山義就來對抗細川氏和山名氏的勢力。在命令山名宗全退居但馬國的同時，義政支持在嘉吉之亂中沒落的赤松氏，以對抗山名氏。赤松則尚於11月3日進軍播磨，翌年5月12日討伐宗全。此時足利義政發出御教書，開始親政。

### 關東政策與大名家的介入
享德三年（1455年），關東地方爆發享德之亂，關東管領上杉房顯、駿河守護今川範忠、越後守護上杉房定等出陣討伐鐮倉公方足利成氏。幕府軍攻陷鐮倉，成氏逃往古河，稱古河公方。足利義政於長祿二年（1458年）派異母兄足利政知前往鐮倉，繼任鐮倉公方一職，但因無法進入鐮倉而滯留堀河，人稱堀河公方。而之前義政支持的畠山義就在大和國勢力不斷擴大，義政隨即疏遠義就。長祿三年（1459年），足利義政赦免了畠山政久，但不久政久就病逝，細川勝元支持政久的弟弟政長。寬正元年（1460年），足利義政命令畠山義就將家督之位讓給政長。義就抵抗，失敗，於1462年逃往吉野。
1458年，足利義政頒佈了旨在恢復寺社本所領以及對守護、國人限制的不知行地還付政策，這成為了甲斐常治與斯波義敏之間爆發長祿合戰的原因之一。斯波義敏攻打越前守護代甲斐常治，並以此為由拒絕發兵參與幕府對享德之亂的鎮壓。足利義政以斯波義敏違抗命令為由，下令罷去義敏當主之位，改立其子義寬為當主。
赤松則尚在討伐山名宗全中試圖恢復赤松氏，在1457年的長祿之變中，赤松氏試圖從後南朝手中奪回神璽，但失敗了。翌年成功奪回神璽，8月30日將其安置於朝廷。以此功績，足利義政於10月14日任命赤松政則為北加賀守護，再興赤松氏。8月9日義政赦免了山名宗全，並施以懷柔政策，讓他同細川勝元對話。

### 繼承人問題與應仁之亂

銀閣寺

早年，足利義政與正室日野富子之間生有一子，但在長祿三年（1459年）早夭。富子認為這是由於今參局詛咒的緣故，將其流放於琵琶湖的沖之島。此後日野富子與伊勢貞親、季瓊真蘂等將軍側近之人權勢日益強大。在此期間饑荒和自然災害接踵而至，尤其是1461年的寬正大饑饉，京都受害非常嚴重，據說賀茂川上漂著全是餓死者的屍體。然而足利義政卻建造自己的邸宅和日本庭園，沉迷於猿樂與酒宴之中。在寬正大饑饉期間，足利義政不理政事，而且不顧後花園天皇的勸告，繼續改建自己的邸宅花之御所，因此惡名很高。
寬正四年（1463年），義政的母親日野重子病逝，義政赦免了畠山義就以及斯波義敏父子，但僅僅是解除了討伐令，義政仍不允許他們繼承當主之位。次年舉辦勸進能，並且計劃隱居。由於義政無子，便讓弟弟義尋還俗，改名義視，收為養子，當作繼承人。
但是在寬正六年（1465年），日野富子出乎意料之外的為義政生下了一個男子，也就是足利義尚。富子希望義尚繼任將軍，因此拉攏山名宗全；而另一方面，足利義視向管領細川勝元靠攏。發現家族中就繼承問題出現分歧後，足利義政拒絕辭去將軍職，一直使用拖住的方法來逃避這個問題，另一方面對文化的興致不減。
寬正二年（1461年），足利義政下令罷去斯波義寬家督之位，由澁川義鏡之子義廉繼任斯波氏當主。澁川義鏡是堀河公方足利政知的執事，足利義政試圖利用此方法來獲得斯波氏的軍事支持。但不久義鏡因同關東管領上杉氏對立而失勢，義政轉而支持斯波義敏。斯波義廉得到山名宗全、畠山義就的支持，又有大內政弘的協助。在伊勢貞親、季瓊真蘂的計劃下，斯波義敏於寬正六年（1466年）12月30日上洛面見義政，翌年7月23日正式下令斯波義敏繼任斯波氏家督之位，8月25日又任命其為越前、尾張、遠江三國守護。
但是9月6日發生了武衛騷動，隨後發生文正政變，伊勢貞親、季瓊真蘂、斯波義敏等將軍的側近人受到守護大名的壓迫而逃亡，足利義政的家臣親信完全喪失，因此義政也失去了政治慾望。12月山名宗全召畠山義就上洛，應仁元年（1467年）正月義政承認其家督之位。畠山政長在細川勝元的支持下，與畠山義就、山名宗全等在京都開戰，長達十年之久的應仁之亂開始。此後戰亂波及到日本全國，後南朝的皇子也參加了戰鬥。
足利義政最初持中立政策，下令停戰，但無人理睬。6月將將軍旗幟授予細川勝元率領的東軍，下令征討山名宗全率領的西軍。足利義視從西軍逃出明確表態支持東軍。煽動西軍有力武將朝倉孝景反叛，於文明三年（1471年）5月21日任命其為越前守護代。文明五年（1473年），細川勝元、山名宗全相繼病死，以此契機，義政公於12月19日將將軍職讓給了兒子義尚並正式隱居。

### 卸任將軍後
義政公隱居之後，文明八年（1476年)，東軍和西軍在京都市街發生戰鬥，將軍邸宅花之御所被戰火焚毀，日野富子和足利義尚移居到小川邸，原先居住在小川邸的足利義政逃往東山居住。文明九年（1477年)，應仁之亂結束之後，義政與義尚關係疏遠，與富子關係惡化。時人稱足利義尚為「室町殿」，稱足利義政為「東山殿」，室町幕府的政治分裂為兩派。文明十四年（1482年)，足利義政開始建造東山山莊，相對於祖父足利義滿的金閣，義政公將其山莊的中心建築稱為「銀閣」。文明十七年（1485年）5月，義尚的側近奉公眾與義政的側近奉公眾發生武裝衝突，雙方的對立激化。同年6月義政剃髮出家，事實上下定了離開政壇的決心。
延德元年（1489年)，其嫡子足利義尚在征討六角氏的陣中死去，義政決定重歸政壇，但遭到妻子日野富子的反對。此時義政身患中風，無力管理政務。因此在美濃守護土岐成賴的調停下與亡命的弟弟足利義視達成和解，收養義視的嫡子義材為自己的養子，立之為繼承人。

### 逝世
延德二年正月初七日（1490年1月27日）足利義政病逝於銀閣寺內，享年五十四歲，死後追贈正一位太政大臣。結束了長達四十年的統治。安葬於京都相國寺，以足利義材嗣位為將軍。

## 評價

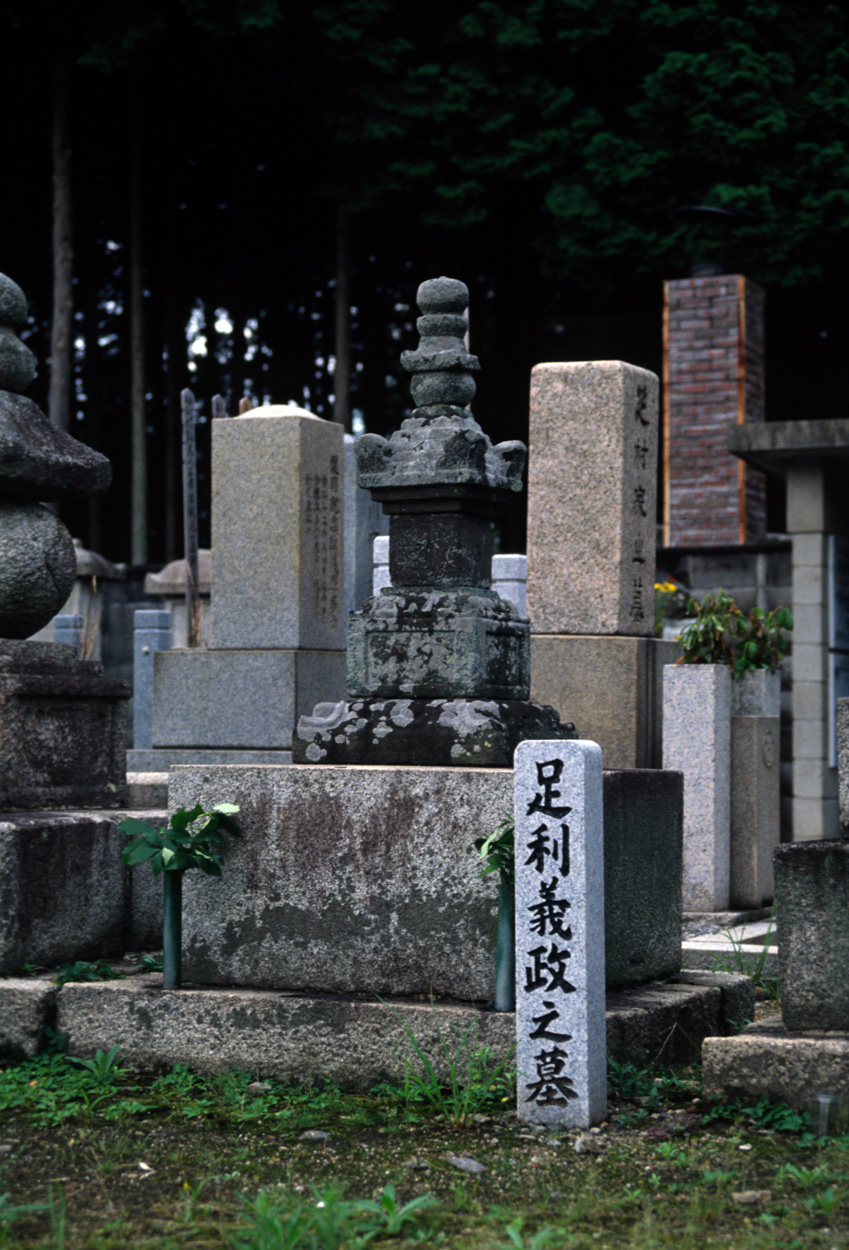
足利义政之墓

雖然足利義政在政治上是個失敗的統治者，但他卻對日本室町時代的文化發展做出了一定貢獻。義政好藝術風流，常庇護藝術者與文化人。曾召庭師善阿彌、狩野派畫師狩野正信、能樂者音阿彌等入東山殿（今慈照寺），興起東山文化。
足利義教被暗殺後，日本與明朝的勘合貿易一度中斷。足利義政嗣位後，於1451年（寶德3年）恢復了明日貿易。早期足利義政積極推動日本同明朝的經濟交流和文化發展，奪取義政實權的守護大名恢復了足利義滿時代的政策，重建了幕府財政，構建了與義滿時代可以並稱的財政安定時期。但實權被奪的足利義政關心的是恢復自己的實權而不是救濟百姓，花了大量經費建造庭園。應仁之亂後幕府財政困難，此後對明朝貿易的實權又掌握在細川氏和大內氏的手裡，足利將軍家的經濟實力開始衰退。

## 官職位階履歷
※ 日期＝舊曆
- 1446年（文安3年）10月15日敘從五位上。
- 1447年（文安4年）2月7日昇敘正五位下，任官侍從。
- 1448年（文安5年）12月26日轉任左馬頭。
- 1449年（文安6年）4月16日元服，取名義成。4月29日封征夷大将軍。8月27日昇敘從四位下，補任参議。兼任右近衛中将。
- 1450年（宝德2年）1月5日昇敘從三位。3月29日轉任權大納言。6月27日昇敘從二位。權大納言如元。
- 1453年（享德2年）3月26日昇敘從一位。6月13日改名義政。
- 1455年（享德4年）8月27日兼任右近衛大将。
- 1456年（康正2年）1月5日兼務右馬寮御監。
- 1458年（長祿2年）7月25日轉任内大臣。兼任右近衛大将如元。
- 1460年（長禄4年）8月27日轉任左大臣。兼任右近衛大将如元。
- 1461年（寬正2年）8月9日辭去右近衛大将一職。
- 1464年（寬正5年）11月28日受封准三宮。
- 1467年（文正2年）9月2日辭去左大臣一職。
- 1473年（文明5年）12月19日、辞去征夷大将軍一職。
- 1485年（文明17年）8月15日出家。
- 1490年（延德2年）1月7日逝世。2月17日贈太政大臣。

## 接受其偏諱人物

### 義成時代
- 足利成氏
- 富樫成春
- 土岐成賴
- 伊達成宗
- 細川成經
- 細川成春
- 細川成之

### 義政時代
- 一条政房
- 近衛政家
- 九条政基
- 日野政資
- 赤松政則
- 足利政氏
- 足利政知
- 一色政照
- 一色政具
- 大内政弘

- 大館政重
- 大友政親
- 北畠政鄉
- 京極政經
- 京極政光
- 七條政資（赤松政資、義村的親生父親）
- 少貳政資
- 富樫政親
- 土岐政房

- 土岐政康
- 仁木政長
- 畠山政国（能登畠山家出身）
- 畠山政長
- 肥田政季
- 細川政元
- 細川政春
- 細川政之
- 細川政有

- 山名政豐
- 山名政清
- 結城政胤
- 六角政堯
- 六角政賴

## 登場作品
小說
- 司馬遼太郎《妖怪》（講談社/講談社文庫、1969年）
- 永井路子《銀之館》（文藝春秋、1980年）
- 池波正太郎《應仁之亂》（收錄於《賊将》、新潮文庫）
- 山田風太郎《室町少年俱樂部》（《室町少年俱樂部》收錄、文藝春秋/文春文庫、1995年）
- 朝松健《東山殿御庭》－異形集錄第29卷【黑色的遊園地】（光文社、2002年）

電影
- 《TAJOMARU》（2009年、義政役：萩原健一）

電視劇
- 《花之乱》（NHK大河劇、1994年4月 - 12月、義政扮演者：西谷卓統→7代目市川新之助→12代目市川團十郎）